# Osadnik egeria
Osadnik egeria (Pararge aegeria) – owad z rzędu motyli, z rodziny rusałkowatych (Nymphalidae).

## Wygląd
Skrzydła o rozpiętości 40–42 mm. Dosyć wyraźnie zaznaczony dymorfizm płciowy; samce mają mniej liczne i mniejsze żółtawe plamy na wierzchu skrzydeł niż samice. W północnej i wschodniej części Europy występuje podgatunek tego motyla: P. a. tircis  – brązowy z żółtawymi plamami, natomiast w Europie południowo-zachodniej: P. a. aegeria z pomarańczowymi plamami.

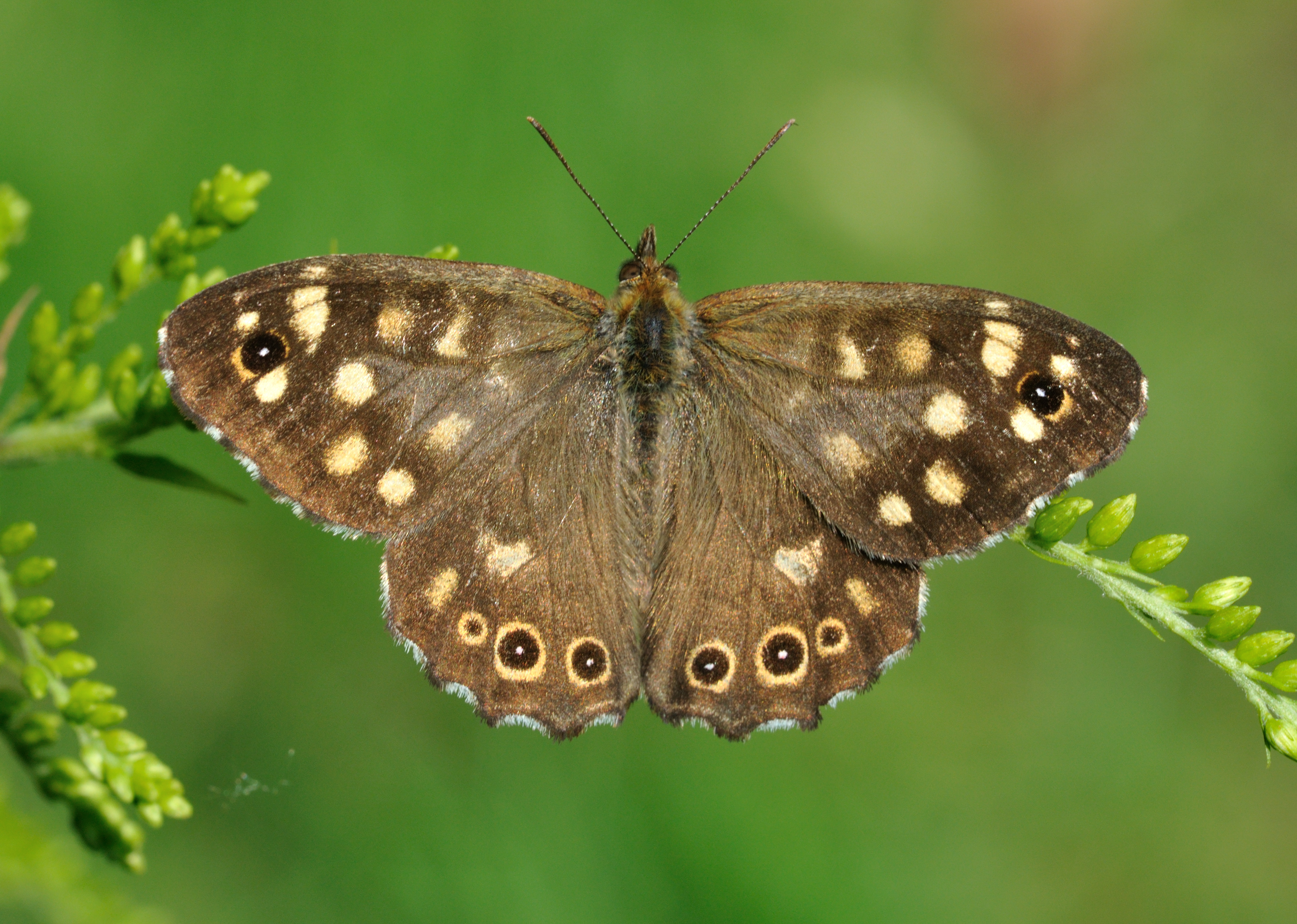
Samiec
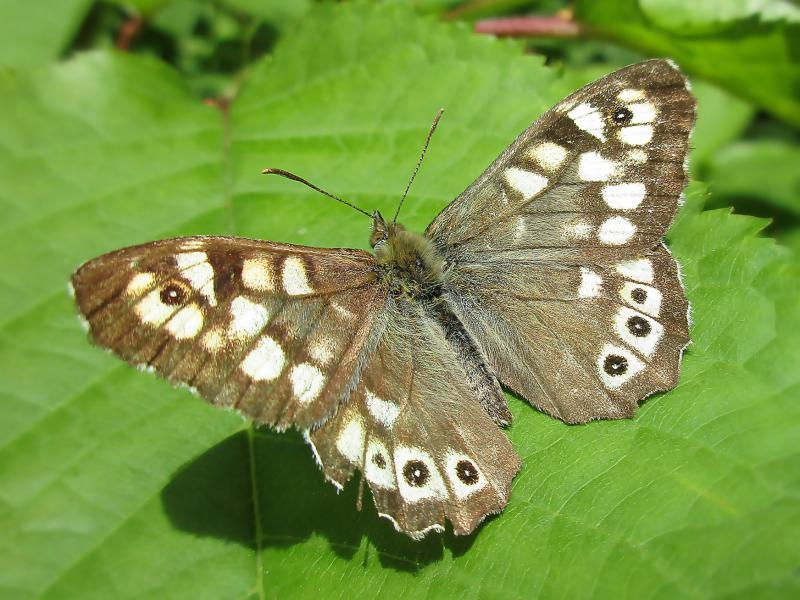
Samica

## Siedlisko
Lasy mieszane i liściaste, preferuje siedliska wilgotniejsze, zacienione z wysokimi drzewami. 

## Biologia i rozwój
Owady dorosłe pojawiają się w dwóch – trzech pokoleniach, od połowy kwietnia do połowy października. Motyle odżywiają się głównie spadzią mszyc w koronach drzew. Gąsienice żywią się różnymi rodzajami traw o szerokich liściach rosnącymi w lasach.

## Rozmieszczenie geograficzne
Zachodnia Palearktyka. Rozszerza swój zasięg na północ. Występuje w całej Polsce.